# Ikwere jezik
Ikwere jezik (ISO 639-3: ikw; isto ikwerre, ikwerri), nigersko-kongoanski jezik podskupine igbo, šire skupine igboid, kojim govori oko 200 000 ljudi (1973 SIL) u nigerijskoj državi Rivers.
Narod koji govori ovim jezikom zove se Ikwerre ili Ikwere. Ima brojne dijalekte: apani, akpo-mgbu-tolu, ogbakiri, emowhua, ndele, elele, omerelu, egbedna, aluu, igwuruta, ibaa, isiokpo, omagwna, ubima, ipo, omudioga, obio i rumuji.

## Vanjske poveznice
- Ethnologue (14th)
- Ethnologue (15th)
- The Ikwere Language